# Un, deux, trois, soleil
Pour les articles homonymes, voir Bleu Blanc Rouge et Un, deux, trois, soleil (homonymie).
Un, deux, trois, soleil, également appelé Un, deux, trois, piano en Belgique ou Bleu, blanc, rouge au Québec[réf. nécessaire] , est un jeu enfantin, très populaire dans les cours de récréation.
Les joueurs doivent toucher un mur et dire « Soleil ! », sans que le meneur ne les voie bouger.

## Déroulement
Un joueur se place debout face à un mur, il est le meneur du jeu. Les autres joueurs se placent à environ 20 m de lui. Le joueur face au mur tape trois fois en criant « 1, 2, 3 » et lorsqu'il dit « Soleil ! », il se retourne. Pendant le temps où il ne regarde pas, les autres joueurs avancent et doivent s'immobiliser lorsqu'il se retourne. Si l'un d'entre eux bouge, il doit retourner au point de départ appelé « niche » ou « poulailler ». Ceci recommence plusieurs fois, jusqu'à ce qu'un des joueurs parvienne à toucher le mur. Dans ce cas, ce dernier prend la place du meneur, et le jeu peut recommencer ; tout le monde se replace au point de départ (sauf le nouveau meneur).

## Autres noms
Le jeu existe dans différents pays, mais sous des noms différents. Le principe du comptage reste généralement le même, seul diffère le dernier mot sur lequel l'enfant meneur se tourne pour vérifier que personne ne bouge.
- Algérie : 1, 2, 3, statue (en arabe : واحد، زوج، تلاتة،, , , ,?) ;
- Allemagne : Eins, zwei, drei, Ochs am Berg, soit « un, deux, trois, bœuf sur la montagne » ;
- Belgique : en flamand Één, twee, drie, piano, et en français : « un, deux, trois, piano », qui en est l'exacte traduction ;
- Chine : 1, 2, 3, mu tou ren (木头人), soit « un, deux, trois, bonhomme de bois » ;
- Corée du Sud : Mugunghwa kkoci pieot seumnida » (무궁화 꽃 이 피었 습니다), soit « les fleurs d'hibiscus ont fleuri » ;
- Espagne : Un, dos, tres, toca la pared, soit « un, deux, trois, touche le mur » ; Un, dos, tres, pollito inglés, soit « un, deux, trois, poussin anglais » ; Un, dos, tres, escondite inglés, soit « un, deux, trois, cachette anglaise »[1] ;
- États-Unis : Red Light, Green Light, soit « feu rouge, feu vert » ;
- Israël : 1, 2, 3, dag malouah (דג מלוח)  soit « 1, 2, 3, hareng mariné » ;
- Italie : Un, due, tre, stella, soit « un, deux, trois, étoile » ;
- Japon : Monsieur Daruma est tombé (「達磨さんが転んだ」, Daruma-san ga koronda?) ;
- Maroc : 1, 2, 3, squelette (en arabe : واحد، جوج، تلاتة، جمد, Wahd, joj, tlata, jemd?) ;
- Mexique : 1, 2, 3, congelados, soit « 1, 2, 3, congelé » ;
- Pays-Bas : Één, twee, drie, piano ;
- Pologne : Raz, dwa, trzy, babajaga patrzy, soit « un, deux, trois, la sorcière regarde » ;
- Portugal : Um, dois, três, macaquinho do chinês, soit « un, deux, trois, petit singe chinois » ;
- Québec : « 1, 2, 3, soleil » ou « bleu, blanc, rouge » ;
- Roumanie : Una, două, trei, vinete, soit « un, deux trois, aubergine » ;
- Suède : 1, 2, 3, rött ljus, soit « 1, 2, 3, lumière rouge » ;
- Tunisie : 1, 2, 3, sanba, soit « 1, 2, 3, statue ».